# Frigidoalvania flavida
Frigidoalvania flavida is een slakkensoort uit de familie van de Rissoidae. De wetenschappelijke naam van de soort is voor het eerst geldig gepubliceerd in 1998 door Golikov & Sirenko.